# Schleuse Pinnow
Die Schleuse Pinnow, auch Pinnower Schleuse, befindet sich nördlich von Pinnow im Oranienburger Kanal. Pinnow ist ein Wohnplatz des Hohen Neuendorfer Stadtteils Borgsdorf im Landkreis Oberhavel in Brandenburg. Sie ist die zweite Schleuse des Oranienburger Kanals. Die Schleuse Pinnow gehört zum Zuständigkeitsbereich des Außenbezirks Oranienburg (ABZ) des Wasserstraßen- und Schifffahrtsamtes Oder-Havel.

## Geschichte
Die erste Schleuse Pinnow entstand mit dem Bau des Oranienburger Kanal 1832 bis 1837 zwischen Malz und Pinnow als die westliche Havelumgehung von Oranienburg realisiert wurde. Sie wurde aus gebrannten Ziegeln errichtet. Sie war 130 Fuß (ca. 40,30 Meter) lang. Die Kammer war 30 Fuß (ca. 9,30  Meter) breit. Die Torweite betrug 17 Fuß (ca. 5,26 Meter). In der Schleusenkammer hatten nebeneinander zwei Kähne mit dem damals üblichen Finowmaß Platz. Diese erste Schleuse westlich der Neuen wurde später außer Betrieb genommen und in ein Wehr umgewandelt. Im Jahr 1852 wurde mit dem Bau der zweiten Schleuse in Pinnow begonnen. Sie wurde 1857 dem Verkehr freigegeben. Die heutige Schleuse Pinnow entstand durch Umbau 1892.

## Beschreibung
Die heutige Schleuse Pinnow ist eine Kammerschleuse mit einer nutzbaren Länge von knapp 43 Meter und einer Kammerbreite von 9,50 Meter. Die Fallhöhe an der Schleuse beträgt im Mittel 2,70 Meter. Verschlossen und geöffnet wird die Schleusenkammer mittels Stemmtoren.

## Bilder und Karten

Lagekarte
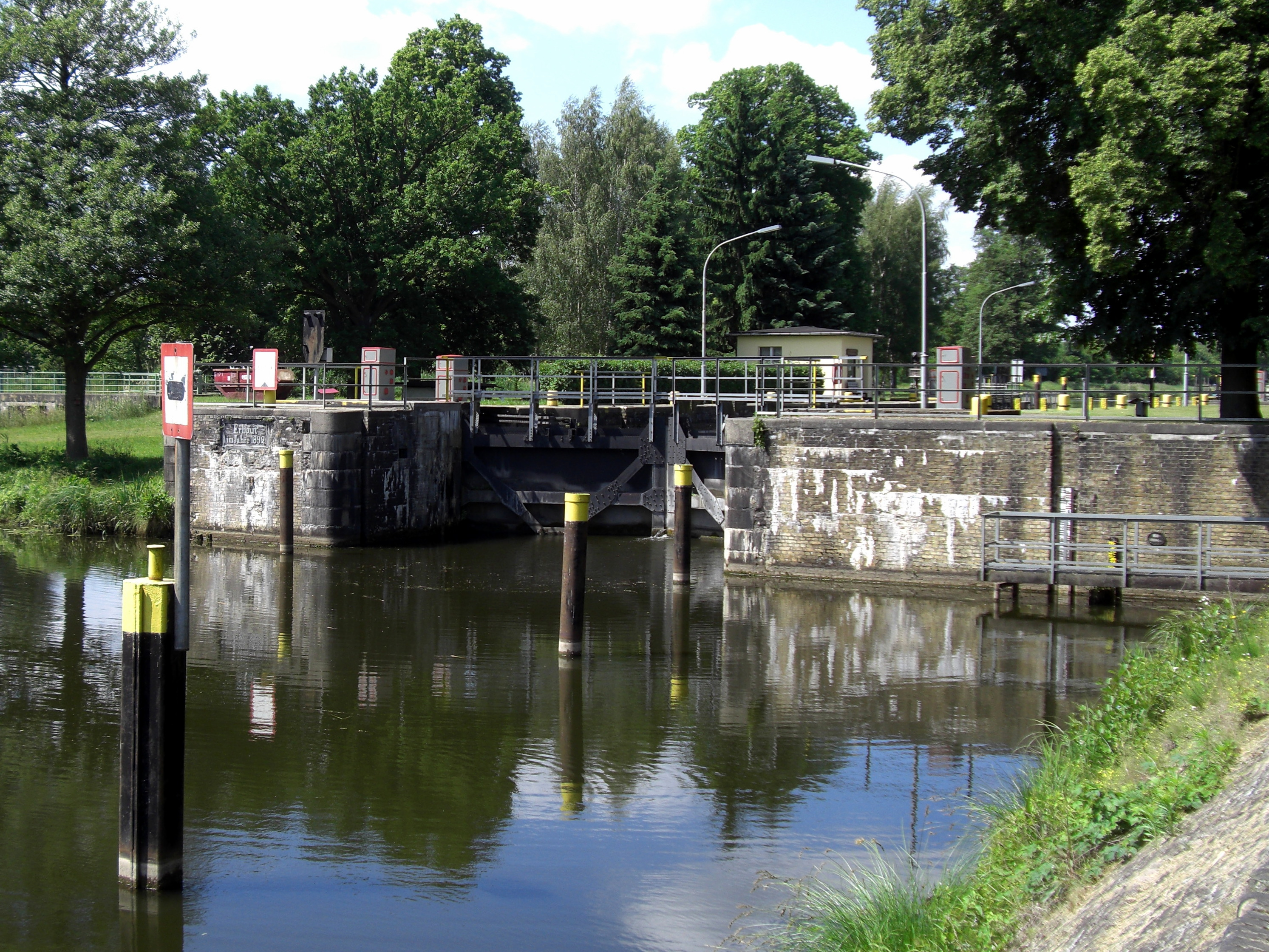
Unterhaupt

## Karten
- Folke Stender: Redaktion Sportschifffahrtskarten Binnen 1 + 4. Nautische Veröffentlichung Verlagsgesellschaft, ISBN 3-926376-10-4.
- W. Ciesla, H. Czesienski, W. Schlomm, K. Senzel, D. Weidner: Schiffahrtskarten der Binnenwasserstraßen der Deutschen Demokratischen Republik 1:10.000. Band 4. Herausgeber: Wasserstraßenaufsichtsamt der DDR, Berlin 1988, OCLC 830889996.